# Église Saint-Étienne de Lisbonne
L'église de Santo Estêvão est une église baroque située dans la paroisse de Santa Maria Maior, à Lisbonne.

## Historique
Elle remonte à un temple primitif, construit au XIIe siècle, en style roman.
Elle a été reconstruite en 1733 en style baroque, avec une orientation nord-sud lui donnant un plus grand impact urbain. Elle a subi d'importants dégâts lors du tremblement de terre de 1755, après avoir été réparée et rouvert au culte en 1773.
Dans les années 1830, elle a subi une nouvelle intervention de restauration.
Elle est classée monument national depuis le 11 décembre 1918.

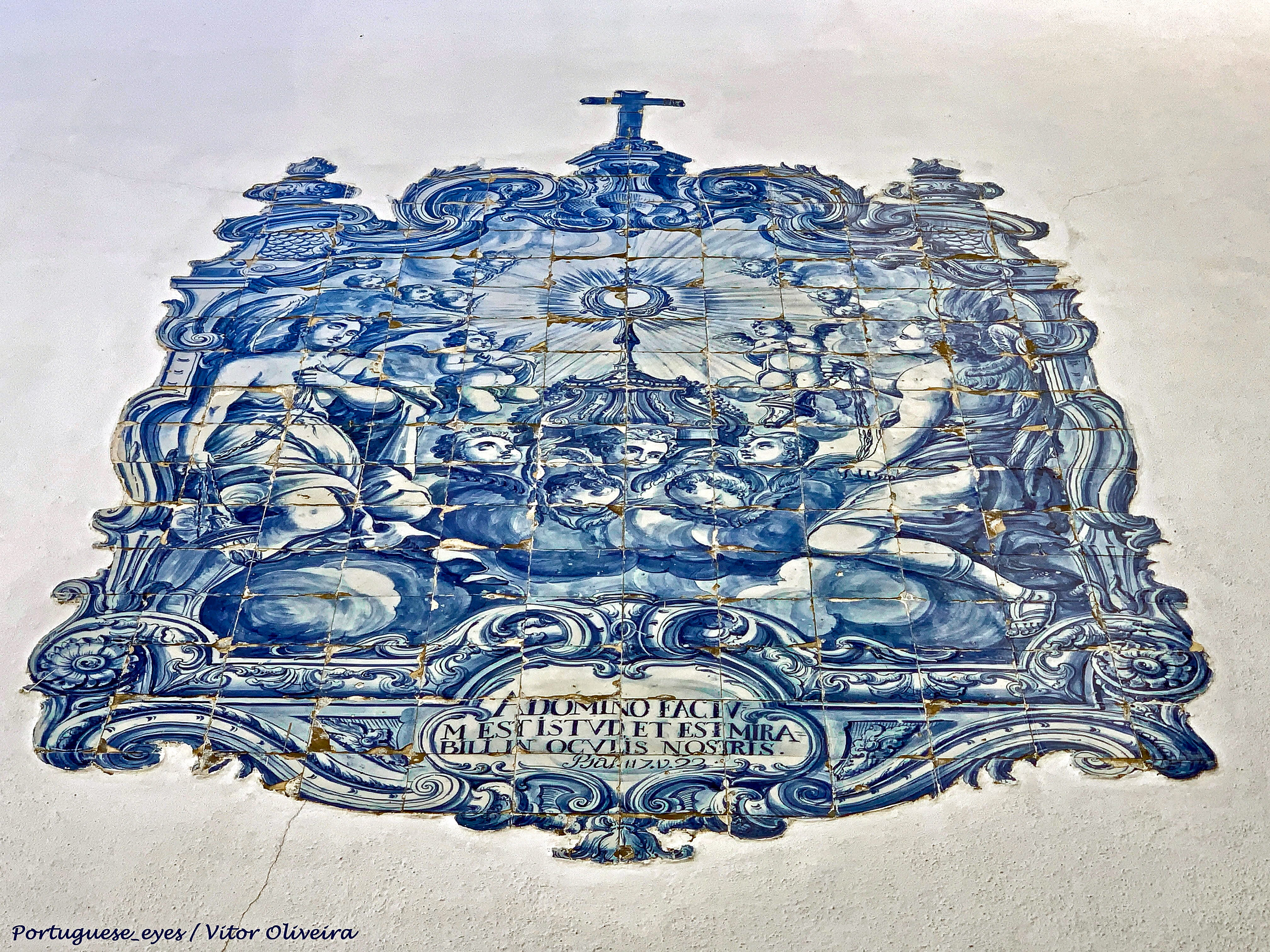
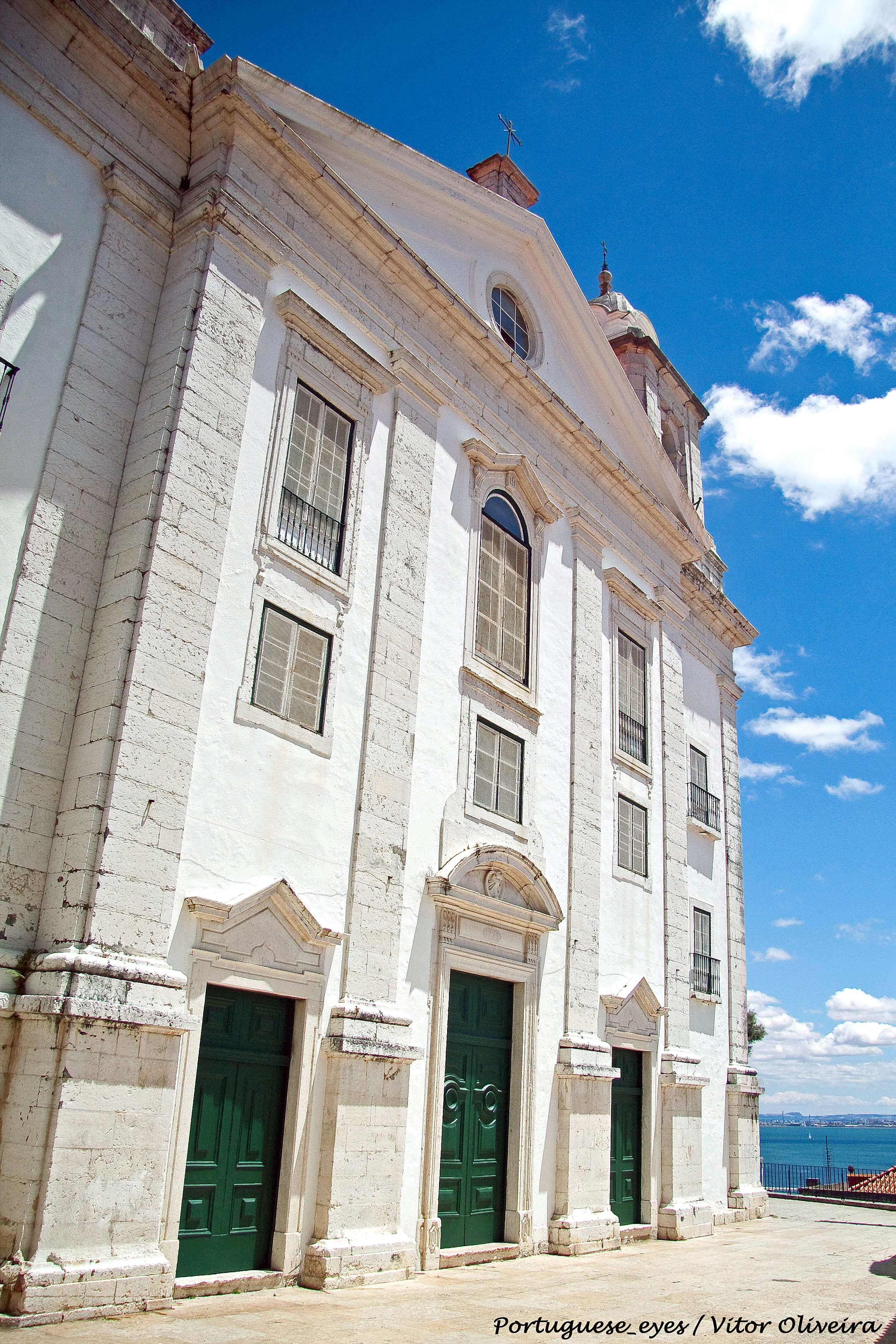
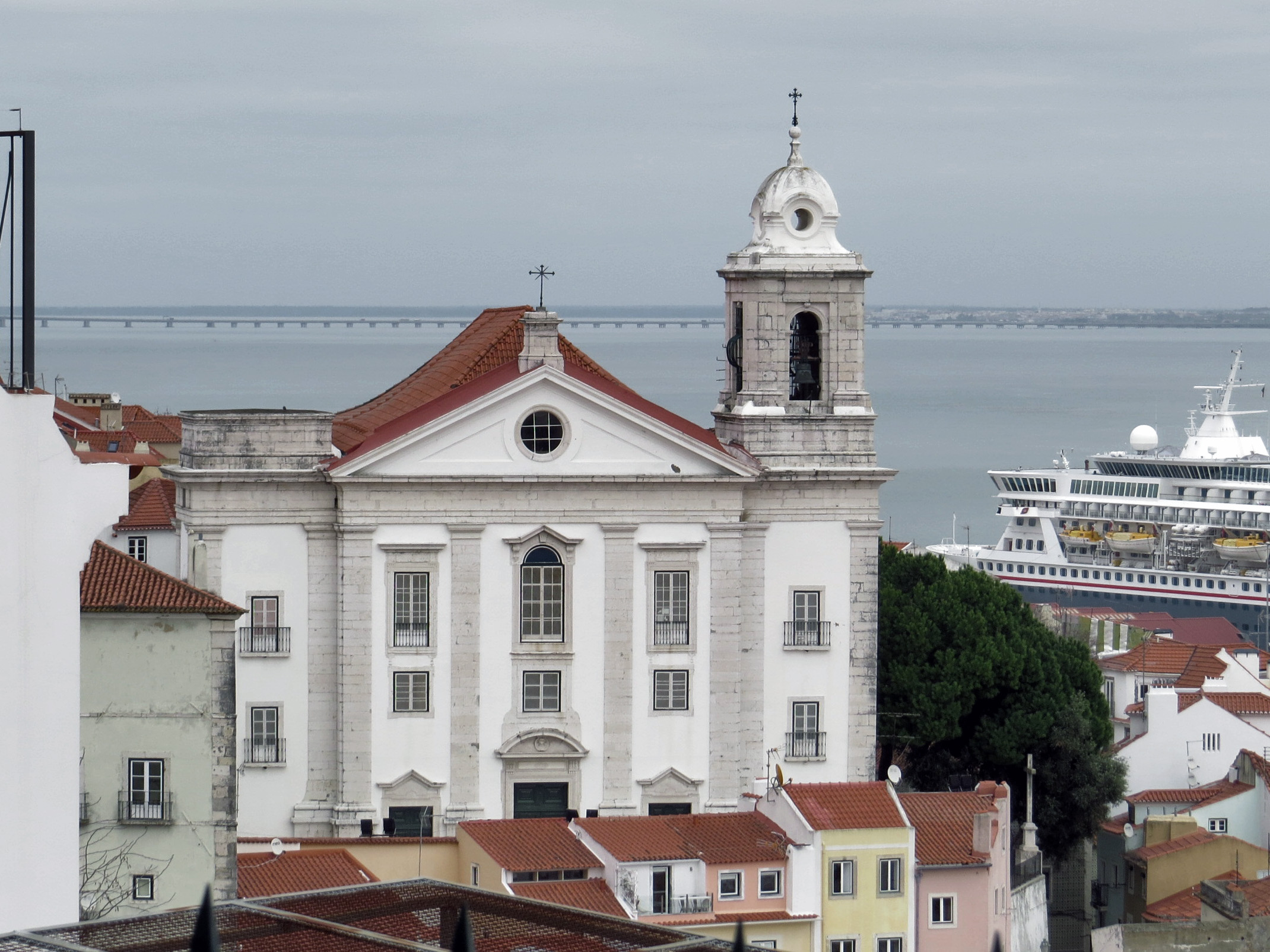